# Tauschia arguta
Tauschia arguta là một loài thực vật có hoa trong họ Hoa tán. Loài này được (Torr. & A. Gray) J.F. Macbr. miêu tả khoa học đầu tiên năm 1918.